# Le noise
Le noise is het 30e studioalbum van Neil Young, dat op 28 september 2010 werd uitgegeven door Reprise Records. Aanvankelijk zou het album de titel Twisted road krijgen. De uiteindelijke titel verwijst naar de muziekproducent, Daniel Lanois. De meeste nummers bracht Young reeds ten gehore tijdens zijn toer in de zomer van 2010, getiteld de Twisted Road Tour.
Young was van plan om een volledig akoestisch soloalbum te maken. Hiertoe begon hij met het bijschaven van het autobiografische nummer "Hitchhiker", dat hij omstreeks 1975 schreef en waarin hij onder meer zingt over zijn drugsverleden. Terwijl hij het aanpaste kwam Young tot de conclusie dat het elektrisch beter zou klinken dan akoestisch: "Then I thought to myself, this is definitely going to be better electric than acoustic". Young maakte voor "Hitchhiker" gebruik van een Gretsch White Falcon, voor zes van de andere nummers speelde hij op een aangepaste akoestische gitaar. Het prominente gebruik van elektronica is uiteindelijk kenmerkend geworden voor Le noise. "Love and war" en "Peaceful Valley Blvd." zijn de enige hoofdzakelijk akoestische nummers op het album.
De muziek werd in vier nachtelijke sessies opgenomen in Lanois' huis in Los Angeles. Adam Vollick filmde deze wekelijkse bijeenkomsten en maakte voor elk nummer een videoclip. Het opgenomen filmmateriaal zal als bonusdvd deel uitmaken van een speciale uitgave van het album. De zwart-witvideo's voor "Angry world" en "Hitchhiker" gingen op respectievelijk 14 en 17 september 2010 op het internet in première.

## Tracklist
Alle muziek en teksten zijn geschreven door Neil Young. 
| Nr. | Titel                      | Duur |
| --- | -------------------------- | ---- |
| 1.  | Walk with me               | 4:25 |
| 2.  | Sign of love               | 3:58 |
| 3.  | Someone's gonna rescue you | 3:29 |
| 4.  | Love and war               | 5:37 |
| 5.  | Angry world                | 4:11 |
| 6.  | Hitchhiker                 | 5:32 |
| 7.  | Peaceful valley boulevard  | 7:10 |
| 8.  | Rumblin'                   | 3:39 |

## Hitnoteringen

### NederlandseAlbum Top 100
| Hitnotering: 02-10-2010 t/m 20-11-2010 | Hitnotering: 02-10-2010 t/m 20-11-2010 | Hitnotering: 02-10-2010 t/m 20-11-2010 | Hitnotering: 02-10-2010 t/m 20-11-2010 | Hitnotering: 02-10-2010 t/m 20-11-2010 | Hitnotering: 02-10-2010 t/m 20-11-2010 | Hitnotering: 02-10-2010 t/m 20-11-2010 | Hitnotering: 02-10-2010 t/m 20-11-2010 | Hitnotering: 02-10-2010 t/m 20-11-2010 | Hitnotering: 02-10-2010 t/m 20-11-2010 |
| Week:                                  | 1                                      | 2                                      | 3                                      | 4                                      | 5                                      | 6                                      | 7                                      | 8                                      |                                        |
| -------------------------------------- | -------------------------------------- | -------------------------------------- | -------------------------------------- | -------------------------------------- | -------------------------------------- | -------------------------------------- | -------------------------------------- | -------------------------------------- | -------------------------------------- |
| Positie:                               | 23                                     | 26                                     | 18                                     | 33                                     | 45                                     | 58                                     | 89                                     | 80                                     | uit                                    |

### VlaamseUltratop 100Albums
| Positie: | 36 | 13 | 14 | 23 | 51 | 59 | uit | 81 | 84 | 96 | uit |